# ناحیه زنکت فایت آن در گلان
ناحیهٔ زنکت فایت آن در گلان (به آلمانی: Sankt Veit an der Glan) یک ناحیه در اتریش است که در ایالت کرنتن قرار دارد.